# Cộng đồng Kinh tế Á Âu
Cộng đồng Kinh tế Á Âu (Eurasian Economic Community - EAEC hoặc EurAsEC) là một tổ chức được thành lập từ Liên minh thuế quan Cộng đồng các Quốc gia Độc lập (CIS) bao gồm Belarus, Nga và Kazakhstan ngày 29 tháng 3 năm 1996. Hiệp định thành lập Cộng đồng Kinh tế Á Âu đã được ký kết vào ngày 10 tháng 10 năm 2000 tại thủ đô Astana của Kazakhstan bởi tổng thống Belarus Alexander Lukashenko, Kazakhstan Nursultan Nazarbayev, Kyrgyzstan Askar Akayev, Nga Vladimir Putin, và Emomali Rakhmonov của Tajikistan. Ngày 7 tháng 10 năm 2005, các quốc gia thành viên đã chấp nhận để Uzbekistan tham gia vào tổ chức. Nhưng từ năm 2008 Uzbekistan đã ngừng tham dự.
Khi hiệp ước của Liên minh Âu Á có hiệu lực vào ngày 01 tháng 1 năm 2015, EurAsEC sẽ không còn tồn tại nữa.

## Thành viên
| Thành viên - Belarus - Kazakhstan - Kyrgyzstan - Nga - Tajikistan |  | Quan sát viên - Armenia - Moldova - Ukraina |  | Cựu thành viên - Uzbekistan (2006 tới 2008) |